# Kettilsås
Kettilsås är en skidanläggning för utförsåkning, 8 km söder om Vetlanda, där skidåkning utövats sedan 1947. Anläggningen ägs av Friluftsfrämjandets lokalavdelning i Vetlanda, och drivs ideellt av dess medlemmar.